# Проект «Генетрикс»

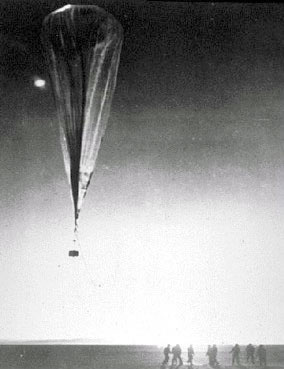
Воздушный шар проекта "GENETRIX" во время запуска

Проект Генетрикс (англ. Project Genetrix или WS-119L) — программа, замаскированная под метеорологические исследования, которой в 1950 годах совместно руководили ЦРУ, ВВС и ВМФ США. В рамках проекта было запущено сотни аэростатов-разведчиков, которые пролетели над Китаем, Восточной Европой и Советским Союзом, чтобы сделать аэрофотоснимки и собрать разведданные. Воздушные шары проекта были изготовлены авиационным подразделением компании General Mills. Размер сфер составлял приблизительно 20 этажей. Они летали на высоте от 30 000 (9144 метра) до более 60 000 (18 288 метров) футов, что намного выше величины потолка истребителей того времени. Полёты вызвали возмущение стран, над территорией которых заметили шары. Соединённые Штаты старались оправдать свои действия в ответ на недовольство.

## История

### Тестирование
Утвержденный президентом Дуайтом Д. Эйзенхауэром 27 декабря 1955 года, проект Генетрикс был не первым проектом, в котором для шпионажа использовали воздушные шары. Ранее этот метод был испытан в таких проектах, как «Моби Дик», «Могол», «Скайхук» и «Grandson». Эйзенхауэр рассматривал разведывательные усилия как оборонительные по своему характеру, мотивируя это сбором разведданных о китайско-советском блоке на случай внезапного ядерного удара по НАТО. На случай если устройства будут обнаружены была согласована легенда, что воздушные шары используются для метеорологических исследований.
В 1955 году несколько шаров AN/DMQ-1 были запущены с базы ВВС Лоури, Колорадо, в качестве тестирования системы. Один из шаров был обнаружен несколько лет спустя в Нью-Брансуике.

### Операция
В период с 10 января по 6 февраля 1956 года с пяти различных стартовых площадок (Гардермуэн, Норвегия; Эвантон, Шотландия; Оберпфаффенхофен и Гибельштадт, Западная Германия; Инджирлик, Турция) было запущено в общей сложности 512 высотных аппаратов. 54 были повреждены, (их данные не удалось восстановить), и только 31 предоставили пригодные для использования фотографии, охватывающие более 1,1 миллиона квадратных миль (2,8 миллиона квадратных километров) территории китайско-советского блока. Множество воздушных шаров сбились с курса, также значительную часть подбили советские войска. «На рассвете» лётчики-истребители МиГ узнали, что воздушные шары опустились в зону стрельбы (их высота значительно упала из-за ночного охлаждения подъёмного газа), чем и воспользовались.

### Дипломатические протесты и реакция США
Полёты странных воздушных шаров вызвали множество дипломатических протестов со стороны стран, включая Албанию, Китай и Советский Союз. Госсекретарь США Джон Ф. Даллес заявил, что проект представляет собой всемирную метеорологическую съёмку. На вопрос, имеют ли Соединённые Штаты право отправлять эти воздушные аппараты в любую точку земного шара, он ответил: «Да, я думаю, мы считаем именно так», чем поставил под сомнение законное право собственности государств на их воздушное (неприкосновенное) пространство.
 

## Позже
Советы восстановили многие из этих воздушных шаров, а их термостойкая и радиационно-стойкая плёнка позже будет использована в зонде «Луна-3» для получения первых изображений обратной стороны Луны[уточнить]. Недавно разработанные американские самолёты-шпионы, такие как U-2, должны были заменить аэростаты Программы Генетрикс при проведении очередной разведки над чужим воздушным пространством. Сотрудники авиационного подразделения General Mills основали Raven Industries.